# Tropidosaura
Tropidosaura är ett släkte av ödlor. Tropidosaura ingår i familjen lacertider.
Kladogram enligt Catalogue of Life:
| Tropidosaura | \| \| Tropidosaura cottrelli \| \| \| \| \| \| Tropidosaura essexi \| \| \| \| \| \| Tropidosaura gularis \| \| \| \| \| \| Tropidosaura montana \| \| \| \| |
|              | \| \| Tropidosaura cottrelli \| \| \| \| \| \| Tropidosaura essexi \| \| \| \| \| \| Tropidosaura gularis \| \| \| \| \| \| Tropidosaura montana \| \| \| \| |
|              | Tropidosaura cottrelli |
|              | |
|              | Tropidosaura essexi |
|              | |
|              | Tropidosaura gularis |
|              | |
|              | Tropidosaura montana |
|              | |